# Семь вулканов

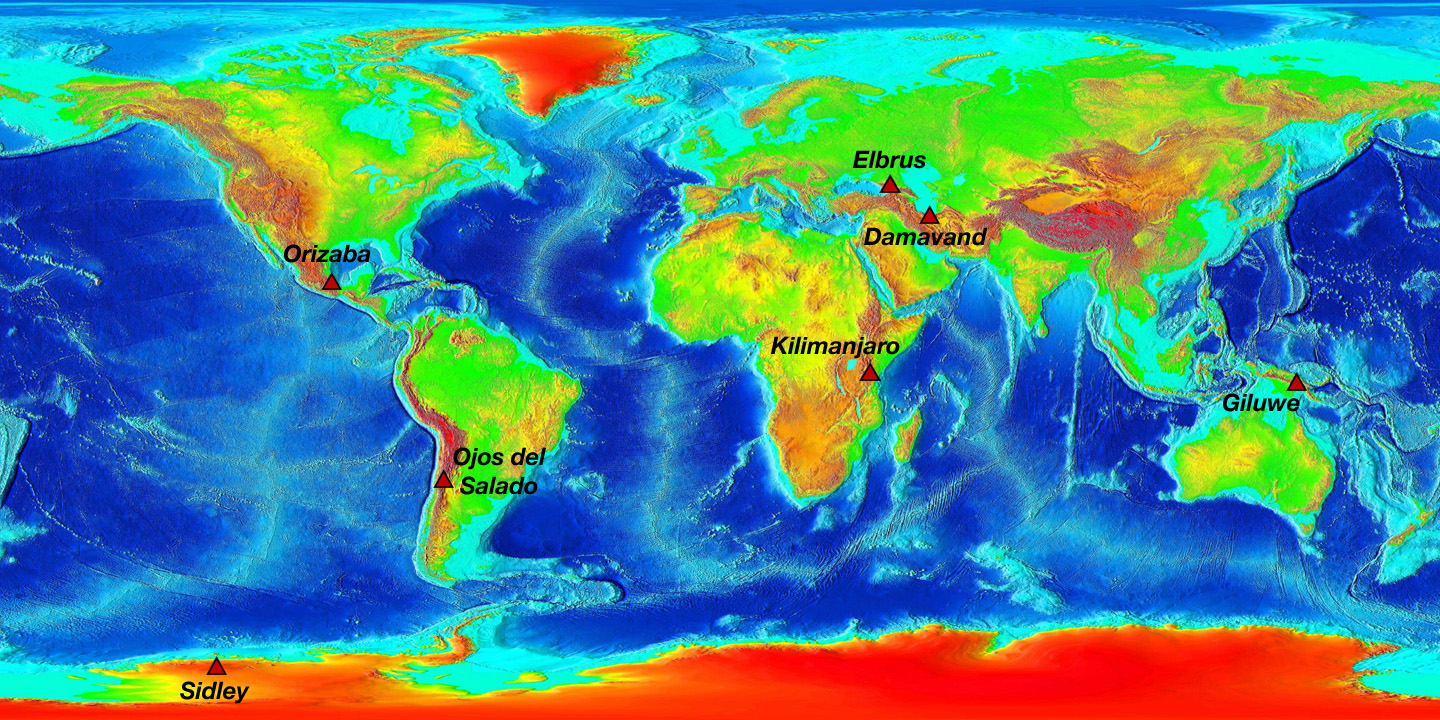
Семь вулканических вершин на карте мира высот.

Семь вулканов — самые высокие вулканы на каждом из семи континентов. Существует похожий список Семь Вершин — самые высокие вершины континентов. Восхождение на все семь вершин с 1999 года рассматривается как одно из достижений альпинизма.
Два из семи вулканов также входят в список семи вершин: вулканы Килиманджаро и Эльбрус являются высочайшими вершинами своих континентов.

## Определения
Из-за различных интерпретаций континентальных границ (геологических, географических, геополитических) возможно несколько определений самых высоких вершин на каждом континенте и количества континентов. Используемые здесь границы основаны на модели континентов, используемой в Западной Европе и Соединенных Штатах. Континенты в этой модели имеют геологическую и географическую основу, а не геополитическую.
Дополнительная сложность при определении высочайших вулканических вершин заключается в том, чтобы точно определить, что представляет собой вулкан, и какое топографическое положение он должен иметь относительно любых близлежащих невулканических пиков. Для целей этого списка вершины должны быть реальным центром извержения вулкана, а не просто вулканическими породами, поднятыми другими геологическими процессами. Кроме того, требуется возвышение не менее 300 м от базовой седловины,  чтобы в список вошли только настоящие вулканические вершины, а не незначительные излияния лавы, которая случайно просочилась на поверхность в высокогорных регионах.

### Африка, Северная Америка, Антарктида
Не существует серьезных споров относительно самых высоких вулканов в Африке, Северной Америке и Антарктиде — соответственно, Килиманджаро, Орисаба и Сидли.

### Австралия
Хотя на материковой части Австралии есть несколько небольших бездействующих вулканов, в этом списке считается, что остров Новая Гвинея является частью австралийского континента . Многочисленные научные статьи, написанные в 1970-х и 1980-х годах, подтверждают, что гора Гилуве в Папуа-Новой Гвинее на самом деле является старым эродированным вулканом  отличие от более высоких гор Новой Гвинеи, которые не имеют вулканического происхождения.
Даже если континент определяется как Океания (добавляя, таким образом, Новую Зеландию и Полинезию, включая Гавайи ), Гилуве остается самым высоким вулканом, поскольку он превышает высоту Мауна-Кеа на Гавайях и любого вулкана в Новой Зеландии.

### Европа
Общепринятая географическая граница между Европой и Азией проходит по гребню Уральских гор в центральной России и Кавказа по южной границе России. Поскольку массивный двухглавый стратовулкан Эльбрус возвышается к северу от гребня, это самая высокая вершина в Европе, а также самый высокий вулкан.
Однако некоторые геологи считают геологической границей между Азией и Европой Кума-Манычскую впадину. Такое определение помещает Эльбрус в Азию, делая его самым высоким вулканом этого континента, а гору Этна (3350-метровый активный стратовулкан на Сицилии, Италия) самым высоким вулканом в Европе. Активный вулкан Тейде на Канарских островах выше Этны и находится на территории европейской страны, однако не рассматривается, поскольку геологически Канарские острова принадлежат африканскому континенту.

### Южная Америка
Хотя Аконкагуа, самый высокий пик в Южной Америке и самый высокий пик в западном полушарии, действительно имеет вулканическое происхождение, его нынешняя высшая точка связана с геологическими процессами, а не с вулканическим происхождением. Из-за этого Аконкагуа не считается вулканом и не включается в список Семи вулканов.
Топографические карты пограничного региона Аргентины и Чили, где находятся самые высокие вершины, страдают низкой точностью и ошибками высот, превышающими во многих случаях 100 м.  Однако, текущий консенсус, основанный на самых последних измерениях, считает Охос-дель-Саладо вторым по высоте пиком и самым высоким вулканом в Южной Америке, значительно превосходящим по высоте Монте-Писсис.

### Азия
Гора Дамавенд высотой 5610 м — очень большой изолированный стратовулкан с возвышением от базовой седловины более 4600 м.
В Тибете есть более 70 вулканических жерл, известных как вулканическая группа Куньлунь, на более высоких отметках, чем вершина Дамавенда, самая высокая из которых имеет высоту 5808 м (35°30′ с. ш. 80°12′ в. д. ). Вершины этой вулканической группы не считаются вулканическими горами, а представляют собой разновидность пирокластического конуса. Информация об этих конусах крайне скудна, а зафиксированные высоты имеют неизвестную точность и надежность. Спорный вопрос, имеет ли какой-либо из этих конусов возвышение более 300 м. Все вулканы в представленном списке имеют возвышения, намного превышающие этот порог.

## Список
| Охос-дель-Саладо1 | 6893 | 3688 | Южная Америка    | Анды                                  | Аргентина, Чили      |
| Килиманджаро2     | 5895 | 5885 | Африка           | -                                     | Танзания             |
| Эльбрус2          | 5642 | 4741 | Европа           | Кавказ                                | Россия               |
| Орисаба           | 5636 | 4922 | Северная Америка | Транс-мексиканский вулканический пояс | Мексика              |
| Демавенд          | 5610 | 4667 | Азия             | Эльбурс                               | Иран                 |
| Гилуве            | 4368 | 2488 | Океания          | Южное нагорье                         | Папуа - Новая Гвинея |
| Сидли             | 4285 | 2517 | Антарктида       | Эгзекьютив-Коммитти                   | Антарктида           |

Примечания:

1 Охос-дель-Саладо входит в список Семи вторых вершин.

2 Два вулкана из списка, Килиманджаро и Эльбрус, также входят в список Семи вершин.

## Семь вторых вулканов
Определить вторые по высоте вулканы на каждом континенте немного сложнее, потому что определения континентов становятся критически важными.
Проблема между Австралией и Океанией: гора Хаген в Папуа-Новой Гвинее, безусловно, является вторым по высоте вулканом на австралийском континенте, но расширение континентального определения, охватывающее Океанию, опускает Хаген на 4-е место после Мауна-Кеа и Мауна-Лоа на Гавайях.
В Европе Казбек — второй по высоте вулкан. Он расположен на границе России и Грузии, чей европейский статус иногда оспаривается, хотя Казбек находится полностью на европейской стороне водораздела Кавказа. Река Терек берет начало к югу и западу от Казбека, но течёт на север в Россию.
Все определения вариантов перечислены в таблице ниже, поэтому в него включены восемь вулканов:
| Монте-Писсис  | 6793 | 2138  | Южная Америка    | Анды                                  | Аргентина          |
| Попокатепетль | 5426 | 3020  | Северная Америка | Транс-мексиканский вулканический пояс | Мексика            |
| Кения1        | 5199 | 3825  | Африка           | -                                     | Кения              |
| Арарат        | 137  | 3611  | Азия             | -                                     | Турция             |
| Казбек        | 5033 | 2353  | Европа           | Кавказ                                | Грузия и Россия    |
| Мауна-Кеа     | 4205 | 4205  | Океания          | Гавайские острова                     | США                |
| Эребус        | 3794 | 3794  | Антарктида       | Остров Росса                          | Новая Зеландия2    |
| Хаген         | 3778 | > 900 | Австралия        | Хребет Хаген                          | Папуа-Новая Гвинея |

Примечания:

1 Кения также входит в список Семи вторых вершин.

2 На территорию претендует Новая Зеландия, хотя большинство стран не признают антарктических территориальных притязаний.

## Достижение альпинизма

### История
В 2011 году Марио Тримери стал первым человеком, покорившим все 12 вершин, входящих в списки Семи Вершин и Семи Вулканов (Килиманджаро) и Эльбрус входят в оба списка). Индийский альпинист Сатьяруп Сиддханта попал в Книгу рекордов Гиннеса  как самый молодой альпинист в мире , покорившим Семь Вершин и Семь Вулканов в возрасте 35 лет 262 дня, когда 16 января 2019 года взошел на гору Сидли (4285 м) в Антарктиде, превзойдя австралийского альпиниста Дэниела Булла, который ранее установил этот рекорд в возрасте 36 лет и 157 дней. 9 декабря 2018 года после восхождения на Охос-дель-Саладо канадский альпинист Теодор Фэйрхерст стал старейшим в мире, выполнившим испытание «Семь вершин» и «Семь вулканов» в возрасте 71 года и 231 дня.